# Барон Глендайн
Барон Глендайн из Санкера в графстве Дамфрис — наследственный титул в системе Пэрства Соединённого королевства. Он был создан 23 января 1922 года для британского предпринимателя сэра Роберта Нивисона, 1-го баронета (1849—1930). Он был старшим партнёром в биржевой фирме «R. Nivison and Co». 21 июля 1914 года для него уже был создан титул  баронета Нивисона из Санкера в графстве Дамфрисшир. 
По состоянию на 2025 год носителем титула являлся его правнук, Джон Нивисон, 4-й барон Глендайн (род. 1960), который стал преемником своего отца в 2008 году.

## Бароны Глендайн (1922)
- 1922—1930: Роберт Нивисон, 1-й барон Глендайн (3 июля 1849 — 14 июня 1930), старший сын Джона Нивисона (1824—1898)[1];
- 1930—1967: Джон Нивисон, 2-й барон Глендайн (14 марта 1878 — 28 января 1967), старший сын предыдущего[2];
- 1967—2008: Роберт Нивисон, 3-й барон Глендайн (27 октября 1926 — 27 июня 2008), единственный сын предыдущего[3];
- 2008 — настоящее время: Джон Нивисон, 4-й барон Глендайн (род. 18 августа 1960), единственный сын предыдущего[4].

Нет наследника баронского титула.